# Sri Yantra

Sri Yantra, ook genoemd Sri Chakra

Yantra betekent letterlijk weefgetouw, instrument of machine. In werkelijkheid is een yantra een symbolische weergave van diverse aspecten van de godheid. Hij bestaat uit een in elkaar grijpende matrix van geometrische figuren waaronder cirkels, driehoeken en bloempatronen. De yantra roept in de toeschouwer een specifiek gevoel van harmonie op en kan zo een rol spelen in bepaalde yogatechnieken.
Hoewel yantra's primair instrumenten bij de meditatie zijn voor spiritueel zoekenden, zijn ze ook werkzaam voor nieuwkomers met een oprechte devotie en een juiste intentie.
Er wordt gezegd dat mystieke yantra's de innerlijke basis onthullen van in het universum in overvloed aanwezig zijnde vormen. Yantra's dienen als symbolen die kosmische waarheden kunnen onthullen of openbaren. In die zin werkt een yantra langs visuele weg op dezelfde wijze in op de geest als een mantra dat auditief doet.

## Opbouw van de Sri Yantra
De Sri Yantra (ook genoemd: Sri Chakra) staat ook bekend als 'Nava chakra' ("Nava" betekent 'negen' in Sanskriet. Het symbool het kan worden gezien als bestaande uit negen niveaus.  Elk niveau komt overeen met een mudra, een yogini en een specifieke verschijningsvorm van de godheid Tripura Sundari samen met haar mantra. Deze niveaus zijn opgebouwd vanaf de onderste (buitenste) laag:
1. Trailokya Mohana of Bhupara, het vierkant van drie parallelle lijnen met vier erkers
2. Sarva Aasa Paripuraka, een zestienbladige lotus
3. Sarva Sankshobahana, een achtbladige lotus
4. Sarva Saubhagyadayaka, bestaande uit veertien kleine driehoeken
5. Sarva Arthasadhaka, bestaande uit tien kleine driehoeken
6. Sarva Rakshakara, bestaande uit tien kleine driehoeken
7. Sarva Rogahara, bestaande uit acht kleine driehoeken
8. Sarva Siddhi prada, bestaande uit één kleine driehoek
9. Sarva Anandamaya, bestaande uit een punt of bindu